# Governo Heger
Il Governo Heger è stato il secondo governo dell'VIII Legislatura della Repubblica Slovacca, in carica dal 1º aprile 2021 (sebbene dimissionario dal 16 dicembre 2022) al 15 maggio 2023. Succede al Governo Matovič. 
Rispetto al governo precedente, solo 2 ministri sono cambiati, ovvero il nuovo Ministro della sanità Vladimír Lengvarský e il Ministro delle finanze, in quanto l'ex Primo ministro Igor Matovič ha assunto la carica di ministro delle finanze in questo governo, mentre l'ex ministro delle finanze è divenuto il nuovo Primo ministro.

## Crisi di governo, sfiducia, governo ad interim e dimissioni
In seguito a una crisi provocata dal rifiuto del Ministro delle finanze Igor Matovič di acconsentire ad un pacchetto di aiuti per le famiglie nel mese di settembre 2022, i ministri di SaS si dimettono e vengono sostituiti con individui indipendenti, mentre il Ministero dell'educazione, della scienza, della ricerca e dello sport è assunto ad interim dal primo ministro Eduard Heger. 
Con l'uscita di SaS dalla compagine governativa, l'esecutivo Heger diventa un governo di minoranza, che può contare solo su 70 dei 150 seggi del Consiglio Nazionale e, di conseguenza, il 16 dicembre 2022, dopo aver subito una mozione di sfiducia approvata con 78 voti favorevoli su 150, il governo è caduto, rimanendo in carica, (dopo essere stato rimosso e immediatamente “rinominato” dalla Presidente della Repubblica sotto tale veste, dovendo seguire la prassi costituzionale ed istituzionale) solo per disbrigo degli affari correnti fino al giuramento di un nuovo governo.
Il 7 maggio 2023, il governo, sebbene già in capacità operativa limitata ed ad interim, dopo aver vanamente tentato di ricostruire una maggioranza nel marzo dello stesso anno, dichiara nuovamente le proprie dimissioni in seguito all’uscita di altri ministri.

## Sostegno parlamentare
Al momento del voto di fiducia nell'aprile 2021, il sostegno parlamentare al governo si poteva riassumere come segue:
| Camera              | Collocazione | Partiti                                | Seggi    |
| ------------------- | ------------ | -------------------------------------- | -------- |
| Consiglio Nazionale | Maggioranza  | OĽaNO (53), SR (17), SaS (13), ZĽ (12) | 95 / 150 |
| Consiglio Nazionale | Opposizione  | SMER-SD (38), KOT. – ĽSNS (17)         | 55 / 150 |

Al momento del voto di sfiducia nel dicembre 2022, la situazione parlamentare si poteva riassumere come segue:
| Camera              | Collocazione | Partiti                          | Seggi    |
| ------------------- | ------------ | -------------------------------- | -------- |
| Consiglio Nazionale | Governo      | OĽaNO (47), SR (17), ZĽ (4)      | 67 / 150 |
| Consiglio Nazionale | Astensione   | Indipendenti (5)                 | 5 / 150  |
| Consiglio Nazionale | Opposizione  | SMER-SD (27), SaS (20), N-I (31) | 78 / 150 |

Al momento delle reiterate dimissioni nel maggio 2023, la situazione parlamentare si poteva riassumere come segue:
| Camera              | Collocazione | Partiti                             | Seggi    |
| ------------------- | ------------ | ----------------------------------- | -------- |
| Consiglio Nazionale | Governo      | OĽaNO (37), D (13), SR (16), ZL (1) | 67 / 150 |
| Consiglio Nazionale | Astensione   | Indipendenti (5)                    | 5 / 150  |
| Consiglio Nazionale | Opposizione  | SMER-SD (27), SaS (20), N-I (31)    | 78 / 150 |

## Composizione
Democratici (D)
     Gente Comune e Personalità Indipendenti (OĽaNO)
     Indipendenti (di area OĽaNO)
     Libertà e Solidarietà (SaS)
     Indipendenti (di area SaS)
     Siamo una Famiglia (SR)
     Indipendenti (di area SR)
     Per il Popolo (ZL)
     Indipendenti
| Carica                                                                                        | Titolare | Titolare | Titolare                                                       | Partito                      |
| --------------------------------------------------------------------------------------------- | -------- | -------- | -------------------------------------------------------------- | ---------------------------- |
| Presidente del Governo                                                                        |          |          | Eduard Heger                                                   | D (ex OĽaNO)                 |
| Presidente del Governo                                                                        |          |          | Eduard Heger                                                   | D (ex OĽaNO)                 |
| Vice Presidente del Governo (per l'economia) Ministro dell'economia                           |          |          | Richard Sulík (fino al 31 agosto 2022)                         | SaS                          |
| Vice Presidente del Governo (per l'economia) Ministro dell'economia                           |          |          | Karel Hirman (dal 31 agosto 2022)                              | D (ex Indipendente)          |
| Vice Presidente del Governo (per l'economia) Ministro dell'economia                           |          |          | Karel Hirman (dal 31 agosto 2022)                              | D (ex Indipendente)          |
| Vice Presidente del Governo (soppresso) Ministro delle finanze                                |          |          | Igor Matovič (fino al 23 dicembre 2022)                        | OĽaNO                        |
| Vice Presidente del Governo (soppresso) Ministro delle finanze                                |          |          | Eduard Heger (ad interim) (dal 23 dicembre 2022)               | D (ex OĽaNO)                 |
| Vice Presidente del Governo (soppresso) Ministro delle finanze                                |          |          | Eduard Heger (ad interim) (dal 23 dicembre 2022)               | D (ex OĽaNO)                 |
| Vice Presidente del Governo (per i rapporti con il Parlamento e la pianificazione strategica) |          |          | Štefan Holý                                                    | SR                           |
| Vice Presidente del Governo Ministro per gli investimenti e lo sviluppo regionale             |          |          | Veronika Remišová                                              | ZL                           |
| Ministro dell'interno                                                                         |          |          | Roman Mikulec                                                  | OĽaNO                        |
| Ministro della sanità                                                                         |          |          | Vladimír Lengvarský (fino al 3 marzo 2023)                     | Indipendente (di area OĽaNO) |
| Ministro della sanità                                                                         |          |          | Eduard Heger (ad interim) (dal 3 marzo 2023)                   | D (ex OĽaNO)                 |
| Ministro della sanità                                                                         |          |          | Eduard Heger (ad interim) (dal 3 marzo 2023)                   | D (ex OĽaNO)                 |
| Ministro della difesa                                                                         |          |          | Jaroslav Naď                                                   | D (ex OĽaNO)                 |
| Ministro della difesa                                                                         |          |          | Jaroslav Naď                                                   | D (ex OĽaNO)                 |
| Ministro della giustizia                                                                      |          |          | Mária Kolíková (fino all'8 settembre 2022)                     | SaS                          |
| Ministro della giustizia                                                                      |          |          | Viliam Karas (dall'8 settembre 2022)                           | Indipendente                 |
| Ministro degli affari esteri ed europei                                                       |          |          | Ivan Korčok (fino al 13 settembre 2022)                        | Indipendente (di area SaS)   |
| Ministro degli affari esteri ed europei                                                       |          |          | Rastislav Káčer (dal 13 settembre 2022 al 7 maggio 2023)       | D (ex Indipendente)          |
| Ministro degli affari esteri ed europei                                                       |          |          | Rastislav Káčer (dal 13 settembre 2022 al 7 maggio 2023)       | D (ex Indipendente)          |
| Ministro dell'agricoltura                                                                     |          |          | Ján Mičovský (fino all'8 giugno 2021)                          | OĽaNO                        |
| Ministro dell'agricoltura                                                                     |          |          | Samuel Vlčan (dall'8 giugno 2021 al 7 maggio 2023)             | Indipendente (di area OĽaNO) |
| Ministro dell'ambiente                                                                        |          |          | Ján Budaj                                                      | D (ex OĽaNO)                 |
| Ministro dell'ambiente                                                                        |          |          | Ján Budaj                                                      | D (ex OĽaNO)                 |
| Ministro della cultura                                                                        |          |          | Natália Milanová                                               | OĽaNO                        |
| Ministro dei trasporti e dei lavori pubblici                                                  |          |          | Andrej Doležal                                                 | Indipendente (di area SR)    |
| Ministro del lavoro, degli affari sociali e della famiglia                                    |          |          | Andrej Doležal (fino al 9 aprile 2021)                         | SR                           |
| Ministro del lavoro, degli affari sociali e della famiglia                                    |          |          | Milan Krajniak (dal 9 aprile 2021)                             | SR                           |
| Ministro dell'educazione, della scienza, della ricerca e dello sport                          |          |          | Branislav Gröhling (fino al 13 settembre 2022)                 | SaS                          |
| Ministro dell'educazione, della scienza, della ricerca e dello sport                          |          |          | Eduard Heger (ad interim) (dal 13 settembre al 4 ottobre 2022) | D (ex OĽaNO)                 |
| Ministro dell'educazione, della scienza, della ricerca e dello sport                          |          |          | Eduard Heger (ad interim) (dal 13 settembre al 4 ottobre 2022) | D (ex OĽaNO)                 |
| Ministro dell'educazione, della scienza, della ricerca e dello sport                          |          |          | Ján Horecký (dal 4 ottobre 2022)                               | Indipendente                 |